# تلفزيون آر سي إن
قناة RCN Televisión ، المعروفة باسم Canal RCN (راديو كادينا ناسيونال)، هي شبكة تلفزيونية كولومبية مجانية مملوكة لشركة Organización Ardila Lülle . تأسست كشركة إنتاج تلفزيوني في 23 مارس 1967، وتم إطلاقها رسميًا كقناة مستقلة في 10 يوليو 1998. المساهم الرئيسي فيها هو "كارلوس أرديلا لولي". أنتجت Yo soy Betty, la fea ، أحد أنجح المسلسلات التليفزيونية الكولومبية.